# Кужутский сельсовет
Кужутский сельсовет — муниципальное образование (сельское поселение) в составе Дальнеконстантиновского района Нижегородской области.
Административный центр — деревня Кужутки.

## История
Статус и границы сельского поселения установлены Законом Нижегородской области от 15 июня 2004 года № 60-З «О наделении муниципальных образований - городов, рабочих посёлков и сельсоветов Нижегородской области статусом городского, сельского поселения».

## Население
| 2002  | 2010  | 2012  | 2013  | 2014  | 2015  | 2016  |
| ----- | ----- | ----- | ----- | ----- | ----- | ----- |
| 1128  | ↗1151 | ↗1217 | ↗1222 | ↗1233 | ↘1217 | ↘1214 |
| 2017  | 2018  | 2019  | 2020  | 2021  |       |       |
| ↘1161 | ↘1134 | ↘1106 | ↘1085 | ↗1095 |       |       |

## Состав сельского поселения
| № | Населённый пункт | Тип населённого пункта          | Население |
| - | ---------------- | ------------------------------- | --------- |
| 1 | Александровка    | деревня                         | ↗37       |
| 2 | Зубаниха         | деревня                         | ↗72       |
| 3 | Кужутки          | деревня, административный центр | ↗720      |
| 4 | Курилово         | село                            | ↗135      |
| 5 | Лапшиха          | деревня                         | ↘70       |
| 6 | Мирша            | деревня                         | ↘57       |
| 7 | Наченье          | деревня                         | ↗48       |
| 8 | Чуварлей         | деревня                         | ↘12       |